# Apogonia itoi
Apogonia itoi är en skalbaggsart som beskrevs av Kobayashi 2009. Apogonia itoi ingår i släktet Apogonia och familjen Melolonthidae. Inga underarter finns listade i Catalogue of Life.